# Альбом Тараса Шевченка 1858—1859 років
Альбом Тараса Шевченка 1858—1859 років, також відомий під назвою Корсунського (за місцем виконання окремих робіт) або Сулієвського (за прізвищем одного з колишніх власників) — рисунки 1858—1859 років, виконані Тарасом Григоровичем Шевченко в Україні. Це ескізи до офортів, над якими Шевченко почав працювати в Петербурзі з весни 1858 року, краєвиди, ескізи та етюди, виконані під час перебування Шевченка в Україні з червня до серпня 1859 року, та різні фольклорні записи. Повністю альбом не зберігся. Зараз відомо лише 13 розрізнених аркушів з 18 рисунками пером, тушшю, сепією та олівцем.
Вперше про альбом та його власника В. М. Лазаревського згадується в журналі «Киевская старина» , де сказано, що це

„Альбом рисунков пером, сепией и карандашом: виды в Мошнах, Черкасах, Межиричьи, Корсуни (хата, бережок, деревья), около Канева (низкий берег Днепра), этюды деревьев, два вида с подписью «в Лыхвыни» (Тульск. губ.). Рисунки пером: малороссиянки, идущие с водой от криницы, мулла перед раскрытой книгой“.

Згаданий тут пейзаж села Мошни не знайдений.
Другу згадку про фольклорні записи та рисунок «В Черкасах» з альбому Ф. Л. Сулієва опубліковано в журналі «Русский библиофил». В цьому ж році О. Новицький в книзі «Тарас Шевченко як маляр», посилаючись на відомості «Киевской старины», перераховує роботи з Корсунського альбому.
У «Повному виданні творів Т. Г. Шевченка» зазначено, що залишки цього альбому в 1912 році були знайдені у Ф. Л. Сулієва, який купив його у Б. В. Лазаревського. В альбомі вже не було багатьох рисунків, які стали власністю інших осіб. Тут названо також ще один рисунок — «Стінка», який Шевченко виконав нібито під Сумами; відсутність репродукції з нього не дозволяє встановити, чи має на увазі автор однойменний рисунок Шевченка 1845 року, чи якусь іншу роботу.
Аркуші альбому, репродуковані у «Повному зібранні творів в десяти томах» під № 68, 70, 73, 75, 80, 83, мають рисунки на лицевій стороні і звороті. Всі малюнки альбому виконані на однаковому папері та мають однаковий розмір (з відхиленням в 2 — 3 мм). Дев'ять аркушів мають порядкову нумерацію (1, 4, 5, 6, 7, 8, 9, 10, 11).
Альбом, що належав В. М. Лазаревському, перейшов у власність його сина — Б. В. Лазаревського, від якого окремі аркуші були придбані різними особами: три аркуші стали власністю Є. Є. Рейтерна, два — С. С. Боткіна, сім малюнків та фольклорні записи — Ф. Л. Сулієва.
Твори, які належали Ф. Л. Сулієву, пізніше зберігались в Київському міському музеї, Всеукраїнському історичному музеї ім. Т. Г. Шевченка, Галереї картин Т. Г. Шевченка; інші, що зберігались у всіх останніх власників, належали Державному російському музеєю, Інституту Тараса Шевченка, Галереї картин Т. Г. Шевченка.
Зараз усі 18 малюнків належать Національному музею Тараса Шевченка.
| Картина | Назва                  | Техніка                             | Розміри (см) | Дата                | Примітки |
| ------- | ---------------------- | ----------------------------------- | ------------ | ------------------- | -------- |
|         | Священик               | Папір, туш, перо                    | 16,1 × 22,9  | 10.V 1858           | [ 5 ]    |
|         | Дві дівчини            | Папір, туш, перо                    | 22,9 × 16,1  | V 1858              | [ 6 ]    |
|         | Читець                 | Папір, туш, перо                    | 16,1 × 22,9  | 10.V 1858           | [ 7 ]    |
|         | Лопухи                 | Папір, олівець                      | 16,1 × 22,9  | 1858 — 1859         | [ 8 ]    |
|         | Лікар                  | Папір, туш, перо                    | 16,2 × 23    | 10.V 1858           | [ 9 ]    |
|         | В Лихвині              | Папір, туш, перо, сепія             | 16,2 × 23    | 6 — 9.VI 1859       | [ 10 ]   |
|         | Лопухи та інші начерки | Папір, олівець, туш, перо.          | 16,2 × 23    | VI — VIII 1859      | [ 11 ]   |
|         | В Лихвині              | Папір, туш, перо                    | 16,2 × 22,7  | 6 — 9 1859          | [ 12 ]   |
|         | Дуб Етюд               | Папір, олівець, туш, перо           | 16,2 × 22,7  | 6 — 9.VI 1859       | [ 13 ]   |
|         | Коло Канева            | Папір, олівець, туш, перо           | 16,2 × 23,7  | 12.VI — 27.VII 1859 | [ 14 ]   |
|         | В Корсуні              | Папір, туш, перо                    | 16,2 × 22,9  | 28.VI — 12.VII 1859 | [ 15 ]   |
|         | Дерева Етюд            | Папір, туш, перо                    | 23 × 16,2    | 28.VI — 12.VII 1859 | [ 16 ]   |
|         | Дерево                 | Папір, туш, перо                    | 22,8 × 16,2  | VI — VIII 1859      | [ 17 ]   |
|         | Узлісся                | Папір, олівець, туш, перо           | 16,2 × 23    | VI — VIII 1859      | [ 18 ]   |
|         | Дуб                    | Папір, олівець, туш, перо           | 16,2 × 22,9  | VI — VIII 1859      | [ 19 ]   |
|         | В Межирічі             | Папір, туш, перо                    | 16,2 × 22,6  | 5 — 12.VII 1859     | [ 20 ]   |
|         | Латаття Начерк         | Папір, олівець                      | 16,2 × 22,6  | VI — VIII 1859      | [ 21 ]   |
|         | В Черкасах             | Папір, олівець, туш, перо, пензель. | 16,2 × 22,8  | 18 — 22.VII 1859    | [ 22 ]   |